# Erora laeta
Erora laeta är en fjärilsart som beskrevs av Edwards 1862. Erora laeta ingår i släktet Erora och familjen juvelvingar. Inga underarter finns listade i Catalogue of Life.